# کروز آلتا (ریو گراند دو سول)
کروز آلتا (به پرتغالی: Cruz Alta) یک منطقهٔ مسکونی در برزیل است که در ریو گرانده جنوبی واقع شده‌است. کروز آلتا ۱٬۳۶۰٫۳۷ کیلومتر مربع مساحت و ۵۹٬۹۲۲ نفر جمعیت دارد و ۴۵۲ متر بالاتر از سطح دریا واقع شده‌است.